# Camponotus erythropus
Camponotus erythropus é uma espécie de inseto do gênero Camponotus, pertencente à família Formicidae.